# Ismael Kirui
Ismael Kirui (Kapcherop, Marakwet (district), 20 februari 1975) is een voormalig Keniaanse langeafstandsloper die gespecialiseerd was in de 5000 m en het veldlopen. Op de 5000 m werd hij tweemaal wereldkampioen (WK 1993, WK 1995). Ook heeft hij de inofficiële wereldrecords in handen op de 8 km en de 5 mijl en verbeterde op 8 maart 1994 in Stockholm het wereld juniorenrecord op de 5000 m (indoor) naar 13.32,90.

## Biografie

### Jeugd
In 1990 werd Ismael Kirui tweede op de 10.000 meter op het WK junioren. Twee jaar later veroverde hij in het Amerikaanse Boston de wereldtitel bij het veldlopen. Met een tijd van 23,27 was hij Haile Gebrselassie acht seconden te snel af. Zijn landgenoot Josphat Machuka werd derde op 10 seconden achterstand. Later dat jaar werd hij door zijn rivaal Haile op de 5000 m met slechts vijf honderdste van een seconde verslagen op het WK junioren in Seoel. Er werd gefinisht in 13.36,06 om 13.36.11. Het brons ging naar de Marokkaan Hicham El Guerrouj in 13.46,79.

### Tweevoudig wereldkampioen
Ismael Kirui's overwinning in Stuttgart in 1993 was met name bijzonder, omdat hij slechts 18 jaar oud was en de wedstrijd in het tweede gedeelte voor het grootste gedeelte leidde. In de eindsprint sloeg hij een aanval van Haile Gebreselassie af. Zijn winnende tijd van 13.02,75 minuten was een nieuw junioren wereldrecord. De gouden medaille die hij in 1995 behaalde werd op een totaal andere manier behaald. De wedstrijd verliep vrij traag en de beslissing viel in de eindsprint. Met een tijd van 13.16,77 versloeg hij toen de Marokkaan Khalid Boulami (zilver; 13.17,15) en de Keniaan Shem Kororia (brons; 13.17,59).

### Familie
Sinds 1996 is hij met Rose Cheruiyot getrouwd, de in het verleden ook 5000 meter loopster was, maar vandaag de dag meer op de marathon succesvol is. Samen hebben ze drie kinderen. Ismael Kirui is de jongere broer van Richard Chelimo (olympisch zilverenmedaillewinnaar op de 10.000 m). Andere familieleden zijn William Kirui (broer), Catherine Kirui (half-zus), Moses Kiptanui (neef) en William Mutwol (neef).

## Titels
- Wereldkampioen 5000 m - 1993, 1995
- Keniaans kampioen 10.000 m - 1993
- Wereldjeugdkampioen veldlopen - 1992

## Persoonlijke records
| Onderdeel | Tijd             | Datum        | Plaats           |
| --------- | ---------------- | ------------ | ---------------- |
| 3000 m    | 7.38,82          | Berlijn      | 27 augustus 1993 |
| 5000 m    | 13.02,75 (ex-WR) | Stuttgart    | 16 augustus 1993 |
| 10.000 m  | 27.06,59         | Brussel      | 25 augustus 1995 |
| 15 km     | 42.42            | La Courneuve | 3 mei 1998       |

## Palmares

### 3000 m
- 1992: 4e TSB GBR vs Kenia in Edinburgh - 7.56,04
- 1993: 4e ISTAF - 7.39,82
- 1994:  Slovnaft in Bratislava - 7.48,46

### 5000 m
- 1992:  WK junioren - 13.36,11
- 1993:  Athletissima - 13.06,71
- 1993: 5e Weltklasse Zurich - 13.06,50
- 1993:  WK - 13.02,75
- 1993:  IAAF Grand Prix Finale - 13.23,26
- 1993:  Memorial Van Damme - 13.11,82
- 1994:  Keniaanse kamp. in Nairobi - 13.43,3
- 1994:  DN Galan - 13.14,46
- 1995:  WK - 13.16,77
- 1995:  Keniaanse kamp. in Nairobi - 13.35,77
- 1995:  Athletissma - 13.07,80
- 1995:  DN Galan - 13.03,79
- 1995:  WK - 13.16,77
- 1995:  Weltklasse Zurich - 13.02,75
- 1995:  Militaire Wereldspelen - onbekend
- 1997: 9e in serie WK - 13.34,52

### 10.000 m
- 1990:  WK junioren in Plovdiv - 28.40,77
- 1993:  Keniaanse kamp. in Nairobi - 28.07,1
- 1993:  Keniaanse WK Trials in Nairobi - 28.36,0
- 1995:  Memorial Van Damme - 27.06,59
- 1999: 5e Keniaanse kamp. in Nairobi - 28.21,5

### 5 km
- 1994:  Bupa Union Street Centenary in Aberdeen - 13.37
- 1995:  5 km van Carlsbad - 13.17
- 1997:  Harvard Pilgrim in Providence - 13.20

### 10 km
- 1992:  Redditch - 28.56
- 1995:  Dr Scholl's in Toronto - 27.56
- 1995:  Bolder Boulder - 28.20
- 1997:  Memorial Pepe Greco in Scicli - 29.50
- 2007:  Great Capital Run - 29.22
- 2008: 5e Great Capital Run - 29.37

### 12 km
- 1993:  Bay to Breakers in San Francisco – 33.42
- 1994:  Bay to Breakers – 34.03
- 1995:  Bay to Breakers – 33.58

### 15 km
- 1998:  Internationaux du Conseil General in La Courneuve - 42.42

### 10 Eng. mijl
- 1995:  Northern Telecom Cherry Blossom - 45.38
- 1997:  Dam tot Damloop - 46.01
- 1997:  Glen Dimplex Cross Border Challenge - 47.53
- 2000: 4e Grand Prix von Bern - 47.59,5

### Veldlopen
- 1990: 4e WK junioren in Aix-les-Bains - 22.32
- 1991: 7e WK junioren in Antwerpen - 24.19
- 1992:  WK junioren in Boston - 23.27
- 1993:  WK lange afstand in Amorebieta - 32.59
- 1995:  WK lange afstand in Durham - 34.13
- 1996:  WK lange afstand in Stellenbosch - 33.58
- 1998: 7e WK lange afstand in Marrakech - 34.41
- 1999:  Afrikaanse militaire kamp. in Nairobi - 40.15

1983 Eamonn Coghlan ·
1987 Saïd Aouita ·
1991 Yobes Ondieki ·
1993 Ismael Kirui ·
1995 Ismael Kirui ·
1997 Daniel Komen ·
1999 Salah Hissou ·
2001 Richard Limo ·
2003 Eliud Kipchoge ·
2005 Benjamin Limo ·
2007 Bernard Lagat · 
2009 Kenenisa Bekele ·
2011 Mo Farah ·
2013 Mo Farah ·
2015 Mo Farah ·
2017 Muktar Edris ·
2019 Muktar Edris ·
2022 Jakob Ingebrigtsen ·
2023 Jakob Ingebrigtsen